# Zhaojia (köpinghuvudort i Kina, Zhejiang Sheng, lat 29,76, long 120,46)
Zhaojia (kinesiska: 赵家, 赵家镇) är en köpinghuvudort i Kina. Den ligger i provinsen Zhejiang, i den östra delen av landet, omkring 62 kilometer sydost om provinshuvudstaden Hangzhou. Antalet invånare är 26 670. Befolkningen består av 13 449 kvinnor och 13 221 män. Barn under 15 år utgör 13,0 %, vuxna 15-64 år 72 %, och äldre över 65 år 14,0 %.
Runt Zhaojia är det tätbefolkat, med 343 invånare per kvadratkilometer. Närmaste större samhälle är Fengqiao, 5,5 km nordväst om Zhaojia. I omgivningarna runt Zhaojia växer i huvudsak blandskog.
Genomsnittlig årsnederbörd är 2 022 millimeter. Den regnigaste månaden är juni, med i genomsnitt 356 mm nederbörd, och den torraste är januari, med 72 mm nederbörd.